# Burg Lusignan
Die Burg Lusignan  in Lusignan sind die Ruinenreste einer Höhenburg. Sie war die Stammburg des Hauses Lusignan und wahrscheinlich eine der größten Burgen Frankreichs.

## Geschichte
Die Burg Lusignan wurde an einer Stelle gebaut, die ideal für eine natürliche Verteidigungsanlage ist: ein schmales Vorgebirge, das die tiefen Täler an jeder Seite beherrscht. Sie war bereits im 12. Jahrhundert so beeindruckend, dass die Legende aufkam, ihr Erbauer müsse magische Kräfte haben, wie zum Beispiel die Fee Melusine, der die Burg als Geschenk für ihren Ehemann Raymondin zugeschrieben wird.
Die Burg wird in ihrer größten Ausdehnung, so wie sie im frühen 15. Jahrhundert war, in den Très Riches Heures des Herzogs Johann von Berry, für den sie die bevorzugte Residenz bis zu seinem Tod 1416 war, dargestellt: mit einem Wachtturm links, dem Uhrenturm daneben und der Tour Poitevine auf der rechten Seite. Nach dem Tod des Herzogs war Lusignan kurze Zeit im Besitz von Jean de Valois, duc de Touraine († 1417) und danach im Besitz des späteren Königs Karl VII.
Der Ort Lusignan entwickelte sich unterhalb des Burgtors entlang des Abhangs und wurde später selbst mit einer Stadtmauer umgeben. Die Burg blieb eine strategisch wichtige Anlage im Poitou. 1574, während der Hugenottenkriege wurde ein Plan der Verteidigungsanlage gefertigt, der sich heute in der Bibliothèque nationale de France in Paris befindet. Im folgenden Jahrhundert wurde Lusignan von Sébastien Le Prestre de Vauban, dem Festungsbaumeister Ludwigs XIV., modernisiert und noch einmal verstärkt, dann aber als Gefängnis und schließlich als Gebäude für eine Schule genutzt.
Nachdem die Burg schon länger als Steinbruch für den Hausbau in der Region gedient hatte, ließ sie der Graf von Blossac im 19. Jahrhundert schließlich abreißen, um für die Stadt Lusignan ein Freizeitgelände zu schaffen. Heute stehen noch weite Teile der Grundmauern, einige davon in den steilen Felsen hinein gebaut, Teile des Donjon, die Basis der Tour Poitevine, Zisternen und Keller sowie ein unterirdischer Gang, der seinerzeit vermutlich zur Kirche führte.